# Verônica Hipólito
Verônica Hipólito, née le 2 juin 1996, est une athlète handisport brésilienne, concourant dans la catégorie T38 pour les athlètes souffrant d'infirmité motrice cérébrale. Elle vice-championne paralympique du 100 m T8 en 2016.

## Biographie
Née à São Bernardo do Campo, elle débute le judo dans son enfance mais doit arrêter après qu'on lui ai diagnostiqué et enlevé une tumeur du cerveau en 2008, alors qu'elle est âgée de 13 ans. Elle se tourne alors vers l'athlétisme sous l'impulsion de ses parents. En 2011, à l'âge de 16 ans, elle est victime d'un accident vasculaire cérébral qui laisse la moitié droite de son corps paralysée. Elle continue de concourir avec les athlètes valides avant de découvrir le handisport en 2013. Verônica Hipólito fait des études d'économie à l'Université fédérale de l'ABC à São Paulo,.
Cette année-là, elle devient la plus jeune championne du monde d'athlétisme handisport en remportant le 200 m T38 aux Championnats du monde à Lyon. Elle remporte également, lors de cet événement, la médaille de bronze du 100 m T38 et bat le record du monde du 200 m T38.
Alors qu'elle s'entraîne pour les Jeux parapanaméricains de 2015, elle victime d'une anémie et les examens révèle une polypose recto-colique familiale et 200 tumeurs dans son gros intestin le 20 août 2015. Elle part quand même en compétition, y remporte trois médailles d'or (100 m T38, 200 m T38, 400 m T38) et une médaille de bronze en saut en longueur, avant de rentrer au Brésil se faire enlever 90% du gros intestin. Elle ne reprend l'entraînement qu'en février 2016 ce qui lui fait louper les Championnats du monde à Doha. Peu après, elle est victime d'une blessure à la cuisse qui l'éloigne de la compétition jusqu'en mai. Cela ne l'empêche pas de remporter deux médailles aux Jeux paralympiques d'été de 2016 : l'argent en 100 m T38 et le bronze au 400 m T38,. Elle participe également au saut en longueur T38 où elle termine 8e.
En mai 2018, elle subit une nouvelle intervention chirurgicale après qu'une nouvelle tumeur cérébrale ait été détectée,. Quelques jours avant l'opération, elle remporte l'or au 100 m T38 en 13 s 50 lors du Sao Paulo World Para Athletics Grand Prix. Lors de l'opération, on lui retire une partie de l'hypophyse pour empêcher la tumeur de revenir. Devant prendre des corticoïdes pour aider son corps qui n'en produit pas assez, elle poste une photo d'elle en novembre, montrant les quinze kilos pris et la reprise de son entraînement. Elle est alors quintuple championne du Brésil en 100 m et 200 m T38.
À la suite de la détérioration de son état de santé, elle est reclassée en T37. Elle participe à ses premiers championnats dans cette catégorie en 2019 avec les Jeux parapanaméricains à Lima (Pérou) où elle rafle l'argent sur le 200 m.